# Hilara canescens
Hilara canescens är en tvåvingeart som beskrevs av Zetterstedt 1849. Hilara canescens ingår i släktet Hilara och familjen dansflugor. Arten är reproducerande i Sverige. Inga underarter finns listade i Catalogue of Life.